# Eunoe senta
Eunoe senta är en ringmaskart som först beskrevs av Moore 1902.  Eunoe senta ingår i släktet Eunoe och familjen Polynoidae. Arten har ej påträffats i Sverige. Inga underarter finns listade i Catalogue of Life.